# Завод альфа-олефінів у Пасадені
Завод альфа-олефінів у Пасадені — колишнє нафтохімічне виробництво у штаті Техас, яке здійснювало продукування широкого спектра альфа-олефінів (ненасичених вуглеводнів з одним подвійним зв'язком, що міститься на початку молекули з лінійним ланцюжком атомів вуглецю).
У 1971 році Ethyl Corporation ввела в дію на майданчику свого заводу оксо-спиртів у Пасадені (південна сторона Х'юстонського судноплавного каналу) виробництво альфа-олефінів потужністю 90 тисяч тонн на рік. Станом на 1987-й його кількома етапами модернізували до показника у 431 тисячу тонн, а в 2000-му тут вже могли випускати 505 тисяч тонн. Широкий спектр альфа-олефінів отримували шляхом олігомеризації етилену, при цьому станом на середину 1980-х 82 % припадало на фракції С6-С18, біля 15 % на С-4 (1-бутен) та ще кілька відсотків становили олефіни С20-С40. Процес, який базувався на ліцензії німецької фірми Ziegler, дозволяв певну гнучкість з метою максимізації найбільш витребуваних фракцій.
В 1996 році Ethyl Corporation продала свій бізнес альфа-олефінів (котрий включав також завод у бельгійському Фелу) компанії Amoco, яка в кінці того ж десятиріччя об'єдналась із BP. Практично одночасно (у 2000-му) остання ввела в канадському Джоффре нове виробництво альфа-олефінів, здатне випускати 250 тисяч тонн на рік. У 2005-му всі три заводи придбала корпорація INEOS, котра в межах оптимізації закрила виробництво у Пасадені.
Можливо також відзначити, що частину продукції пасаденського заводу споживали в сусідньому Ла-Порте, де у 1983-му та 1989-му компанія Quantum запустила дві лінії з випуску поліальфаолефінів (продуктів олігомеризації 1-децену, які використовують для створення синтетичних мастил). Невдовзі вони були викуплені Ethyl Corporation та в підсумку опинились у руках INEOS, що й далі розвивала цей напрям і після закриття заводу альфа-олефінів. У 2017-му на додачу до двох ліній потужністю 90 тисяч тонн тут запустили третю з показником 20 тисяч тонн, а станом на 2019-й ведеться спорудження ще одного виробництва потужністю 120 тисяч тонн, який використовуватиме сировину з нового заводу альфа-олефінів у Шоколейт-Байу.